# ニロ・ペサーニャ
ニロ・プロコーピオ・ペサーニャ（Nilo Procópio Peçanha、1867年10月2日 - 1924年3月31日）はブラジルの政治家、弁護士。第7代ブラジル合衆国大統領（1909年6月14日-1910年11月15日）。ブラジル初の黒人大統領として知られる。

## 概要
1867年リオデジャネイロ州カンポス・ドス・ゴイタカゼスの貧困なムラートの家庭に生まれる。
サンパウロ法学校（現在のサンパウロ大学法学部）およびレシフェ法学校（現在のペルナンブーコ連邦大学）で法学の学位を取得。共和制樹立運動および奴隷制廃止運動に関わる形で政治家としてのキャリアをスタートする。1903年にリオデジャネイロ州知事に選出された。
1906年、アフォンソ・ペーニャ政権の下でブラジル合衆国の副大統領として選出される。1909年にペーニャが大統領在任期間中に逝去したため、繰り上げで大統領に任命される。1909年から1910年までブラジル大統領を務めた。

## 人種問題
政治家として活動する中、ペサーニャはメディアや対立する政治家によってかず多くの人種差別的な嘲笑や批判に晒された。これは1900年代のブラジル社会においては優生学に基づいた白人至上主義的な思想が根強く存在しており、貧困なムラート（黒人系の混血）であったペサーニャはその出自が問題視されやすかったという時代背景に由来するものである。
なおペサーニャは公的には自身が黒人ではないと発言しており、彼の子孫が書いた伝記においてもペサーニャが黒人であるという記述は存在しない。